# Euasteron raveni
Euasteron raveni là một loài nhện trong họ Zodariidae.
Loài này thuộc chi Euasteron. Euasteron raveni được Barbara C. Baehr miêu tả năm 2003.